# V515 Близнецов
V515 Близнецов (лат. V515 Geminorum) — тройная звезда* в созвездии Близнецов на расстоянии приблизительно 1 052 световых лет (около 322 парсек) от Солнца.
Пара первого и второго компонентов — двойная затменная переменная звезда типа W Большой Медведицы (EW). Видимая звёздная величина звезды — от +14,18m до +13,88m. Орбитальный период — около 0,2092 суток (5,0201 часа).

## Характеристики
Первый компонент — оранжевый карлик спектрального класса K. Радиус — около 0,77 солнечного, светимость — около 0,212 солнечной. Эффективная температура — около 3950 К.
Второй компонент — оранжевый карлик спектрального класса K. Эффективная температура — около 3902 К.
Третий компонент. Орбитальный период — около 8,24 лет.